# Silvio Scaglia
Silvio Scaglia (Lucerna, 14 ottobre 1958) è un imprenditore, dirigente d'azienda e ingegnere italiano, fondatore di Fastweb e Babelgum.
Attualmente è presidente e fondatore di Freedom Holding, con sede in Delaware (Stati Uniti), la holding che detiene il controllo del network internazionale di agenzie di model management Elite World Group (EWG).
Ha trascorso infanzia e giovinezza a Novara. 
Dopo aver risieduto per molti anni ad Ayas, comune della Valle d'Aosta, attualmente risiede a New York.

## Biografia

### Gli inizi
Dopo essersi laureato nel 1983 in Ingegneria elettronica al Politecnico di Torino, Silvio Scaglia inizia la sua carriera professionale presso Aeritalia Spazio, dove segue per alcuni mesi il progetto del satellite Teleret, in collaborazione con la NASA e la Martin Marietta.
Successivamente, rispondendo ad un annuncio di lavoro, si propone ad Arthur Andersen and Consulting dove lavora per tre anni, prima come programmatore, poi come consulente. In procinto di partire per un master negli Stati Uniti, entra in McKinsey & Company nello staff di Gianfilippo Cuneo con il quale lavora per tre anni prima di seguirlo in Bain & Company. Qui, tra gli altri incarichi che gli vengono assegnati, svolge anche quello di consulente per la Piaggio. All'inizio degli anni novanta diventa responsabile di logistica in Piaggio Spagna, coadiuvando alla gestione di quella azienda a fianco del giovane Giovanni Alberto Agnelli, successivamente diventa responsabile delle licenziatarie estere di Piaggio e fonda il primo insediamento industriale Piaggio in Cina nella città di Foshan nel 1994.

### Omnitel
Nel 1995, in procinto di trasferirsi con la famiglia a Singapore, Silvio Scaglia riceve un'offerta per lo "start-up" di Omnitel, che l'anno prima aveva ottenuto una licenza di telefonia mobile e quindi all'epoca il primo concorrente di TIM.
Pochi mesi dopo, a metà del 1996, diventa amministratore delegato di Omnitel a seguito dell'uscita di Francesco Caio dall'azienda. Ricopre la carica fino al 1999.

### Fastweb
Nel luglio 1999, insieme ad alcuni manager e al finanziere Francesco Micheli, crea e.Biscom, capogruppo cui fanno riferimento altre società tra cui Fastweb. Il 30 marzo 2000 la controllante e.Biscom chiede alla Consob di entrare in borsa con l'emissione di nuove azioni per nuovi investitori. Nel culmine della bolla speculativa della new economy, le azioni vengono vendute a 160 € l'una. Con i soldi derivanti dalla quotazione in Borsa, iniziano gli investimenti di Fastweb su una rete completamente basata sul protocollo IP.
Nel 2001 Forbes dedica a Silvio Scaglia la cover story del numero di gennaio.
Nel 2003 il Time inserisce Scaglia nella lista degli innovatori più influenti nel settore delle nuove tecnologie.
Nel dicembre 2004 la compagnia telefonica svizzera Swisscom il 22 marzo lancia un'Opa amichevole su tutte le azioni Fastweb in circolazione ad un prezzo di 47 euro. Principale azionista di Fastweb, il 10 aprile 2007 Scaglia aderisce all'OPA amichevole lanciata da Swisscom, cedendo la sua quota pari al 18.75% e rimanendo in società col solo incarico di amministratore del Consiglio di Amministrazione. Il 19 giugno 2007 Scaglia lascia gli incarichi operativi in Fastweb.

### Babelgum
Il 5 marzo 2007 Scaglia fonda Babelgum, una web-tv interattiva che propone gratuitamente contenuti video on demand e ad alta definizione. Il sistema di ripartizione dei ricavi è basato sul meccanismo di revenue sharing. L'azienda nel 2012 viene posta in liquidazione.

### Elite World
Nel mese di febbraio 2011, PGM acquisisce una partecipazione di maggioranza di Elite World, network internazionale di agenzie di model management.

### La Perla
Il 4 giugno 2013 la società SMS Finance di Silvio Scaglia si aggiudica l'asta per il controllo de "La Perla", marchio di moda intimo e prêt-à-porter di Bologna. Davanti al Tribunale Civile di Bologna, Scaglia ha vinto l'asta per la somma di 69 milioni di euro, battendo l'offerta di Calzedonia e dell'israeliana Delta Galil Industries..
Sotto la guida di Silvio Scaglia l'azienda ha iniziato un'importante fase di riposizionamento del brand e di sviluppo worldwide.
Nel febbraio 2018, dopo aver trattato con i cinesi di Fosun, Scaglia cede il controllo di La Perla a una società olandese, Sapinda Holding, di proprietà di un finanziere tedesco.

### Radio Radicale
Nel marzo 2014 Silvio Scaglia dà la sua disponibilità a Rita Bernardini e Marco Pannella per fornire un aiuto economico al Centro d'Ascolto televisivo di Radio Radicale.

### Yewno
Nel 2016 Silvio Scaglia attraverso il suo fondo di investimento Pacific Capital investe in YEWNO una “discovery platform” sviluppata da Ruggero Gramatica anche grazie al contributo dell'Università di Stanford.

## Hobbies
Silvio Scaglia è un grande appassionato di mare ed esperto subacqueo. Nel 2011 acquisisce lo Yacht Galileo G dal cantiere Perini Navi, da lui ordinato per la costruzione con le specifiche di categoria rompighiaccio per poter affrontare viaggi nell'Artico e nell'Antartico, con cui attraversa per ben due volte il passaggio a Nord Ovest. Attrezzato con un moderno centro immersioni interno, ha solcato tutti i mari del mondo potendo fare immersioni in luoghi esclusivi e poco frequentati.

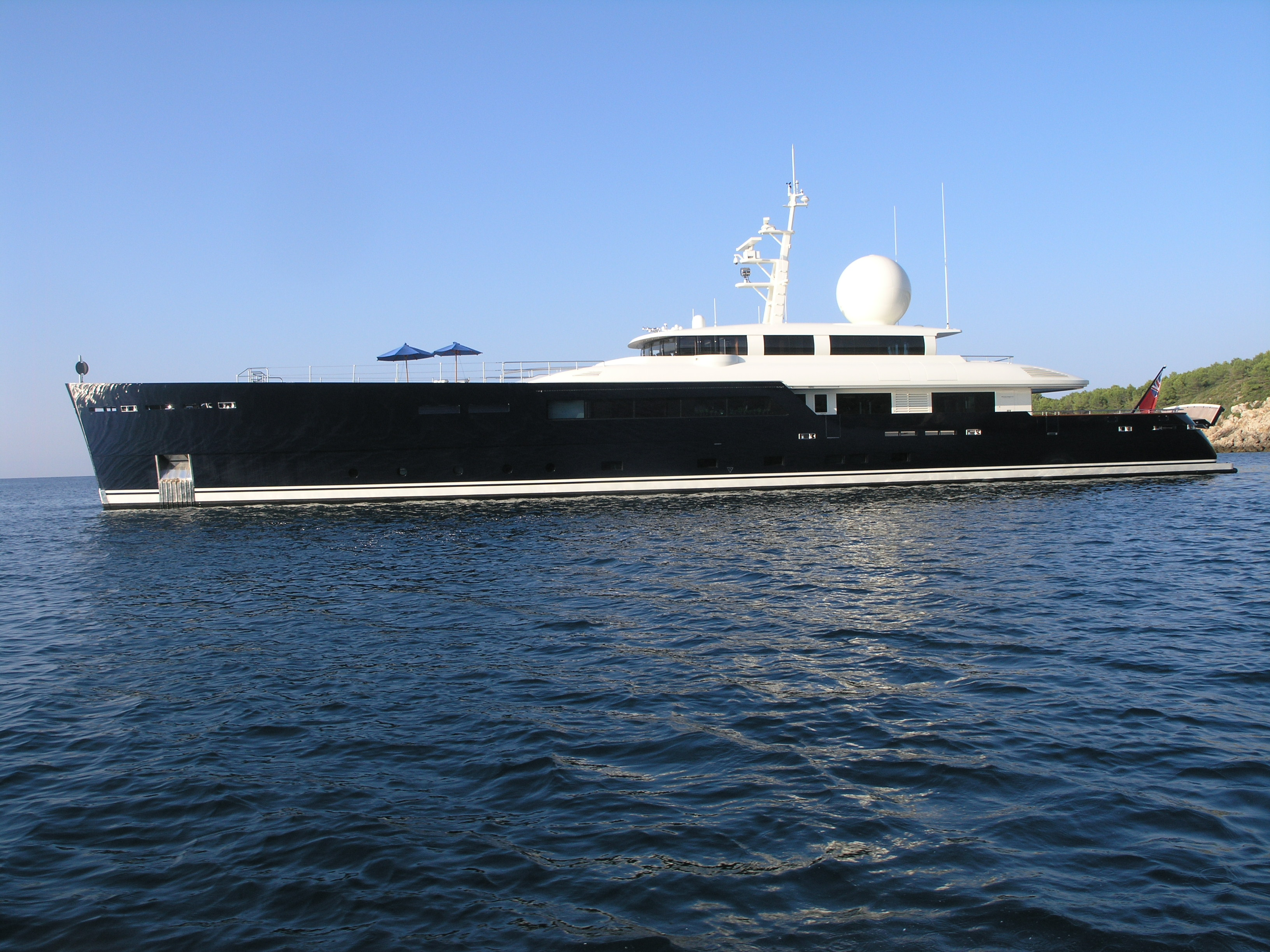
Il Galileo G ormeggiato nel golfo di Alghero

## Vicende giudiziarie
Silvio Scaglia è stato coinvolto in alcune vicende giudiziarie tra il 2007 e il 2013, da cui è sempre uscito giudicato innocente ed estraneo ai fatti.

### Inchiesta Fastweb
Il 13 marzo 2007 i magistrati romani che indagano dalla fine del 2004 su una presunta frode fiscale internazionale relativa al periodo dal 2003 al 2006 interrogano Scaglia per la prima volta in qualità di ex amministratore delegato di Fastweb. Il 13 aprile 2007 il Pubblico Ministero chiede di archiviarne la posizione. Il caso viene archiviato dal Giudice per le Indagini Preliminari il 22 maggio 2007.

### Inchiesta Fastweb - Telecom Italia Sparkle
Silvio Scaglia è stato indagato per il reato di "associazione a delinquere finalizzata all'evasione fiscale" nell'inchiesta Fastweb - Telecom Italia Sparkle in quanto amministratore delegato di Fastweb. Accusato, insieme agli altri amministratori di Fastweb e a quelli di Telecom Italia Sparkle, di falsa fatturazione di servizi telefonici e telematici inesistenti.
I fatti contestati si riferiscono al periodo di esercizio 2005-2006 e riguarderebbero una presunta evasione di Iva relativa ad attività di alcuni gestori di servizi a pagamento che si sono avvalsi delle rete di Fastweb e Telecom Italia Sparkle.
Il 23 febbraio 2010, viene emesso dal gip di Roma un'ordinanza di custodia cautelare anche nei confronti di Scaglia, su richiesta della Procura Distrettuale Antimafia; Scaglia dà mandato ai suoi legali di concordare un suo interrogatorio e rientra in Italia nella notte tra il 25 e il 26 febbraio, con un volo privato dalle Antille.
Il 23 novembre 2010 inizia il processo di primo grado.
Il 24 febbraio 2011, dopo quasi un anno di custodia cautelare per Silvio Scaglia, i giudici della Prima Sezione penale del Tribunale di Roma accolgono l'istanza di scarcerazione.
ll 17 ottobre 2013 il Collegio della Prima Sezione penale del Tribunale di Roma emette la sentenza di assoluzione a formula piena per Silvio Scaglia stabilendo la sua totale "estraneità ai fatti".
Il 27 settembre 2017 la Corte d’Appello di Roma conferma per Scaglia le assoluzioni già pronunciate in primo grado nel 2013 dalla Prima Sezione Penale del Tribunale di Roma.